# Chrysocharis wahli
Chrysocharis wahli is een vliesvleugelig insect uit de familie Eulophidae. De wetenschappelijke naam is voor het eerst geldig gepubliceerd in 1995 door Hansson.